# Honey (álbum de Robert Palmer)
Honey es el duodécimo álbum de estudio del cantante británico de rock Robert Palmer, publicado en 1994 por EMI Records. En este trabajo incursiona en varios de los estilos musicales que había incorporado en sus anteriores composiciones, no obstante destaca su exploración en los ritmos africanos en la pista inicial «Honey A» y el worldbeat en «Close to the Edge». En general recibió críticas positivas de parte de la prensa especializada, inclusive el sitio Allmusic lo consideró como una producción más pesada que Riptide y Heavy Nova.
Este es el primer álbum de estudio del artista que no ingresó en la lista estadounidense Billboard 200. Sin embargo, tuvo un éxito moderado en el Reino Unido puesto que alcanzó el lugar 25 en el UK Albums Chart. Para promocionarlo, en el mismo año se lanzaron los sencillos «Girl U Want», «Know by Now» y «You Blow Me Away» que lograron las posiciones 57, 25 y 38 en el UK Singles Chart respectivamente.

## Lista de canciones
| N.º | Título                                    | Escritor(es)                         | Duración |  |
| 1.  | «Honey A»                                 | Robert Palmer                        | 1:35     |  |
| 2.  | «Honey B»                                 | Palmer                               | 4:03     |  |
| 3.  | «You're Mine»                             | Palmer                               | 4:13     |  |
| 4.  | «Know by Now»                             | Palmer                               | 4:10     |  |
| 5.  | «Nobody But You»                          | Palmer                               | 3:53     |  |
| 6.  | «Love Takes Time»                         | Palmer, Mary Ambrose, Sharon O'Neill | 5:02     |  |
| 7.  | «Honeymoon»                               | Palmer                               | 2:16     |  |
| 8.  | «You Blow Me Away»                        | Palmer                               | 4:32     |  |
| 9.  | «Close to the Edge»                       | Palmer                               | 2:27     |  |
| 10. | «Closer to the Edge»                      | Palmer                               | 2:41     |  |
| 11. | «Girl U Want» (versión de Devo)           | Mark Mothersbaugh, Gerald Casale     | 2:22     |  |
| 12. | «Wham Bam Boogie»                         | Palmer                               | 3:15     |  |
| 13. | «Big Trouble»                             | Palmer                               | 3:56     |  |
| 14. | «Dreams Come True» (canción instrumental) | Palmer                               | 3:11     |  |

## Músicos
- Robert Palmer: voz
- Nuno Bettencourt, Gary Butcher y Saverio Porciello: guitarra
- Frank Blair: bajo
- Dony Wynn: batería
- Andy Duncan y Mauro Spina: batería y percusión
- Jose Rossy: percusión
- Alan Mansfield: teclados y saxofón soprano
- Demo Morselli: trompeta y fliscorno
- Sharon O'Neill: coros